# Spoorlijn Fianarantsoa-Côte Est

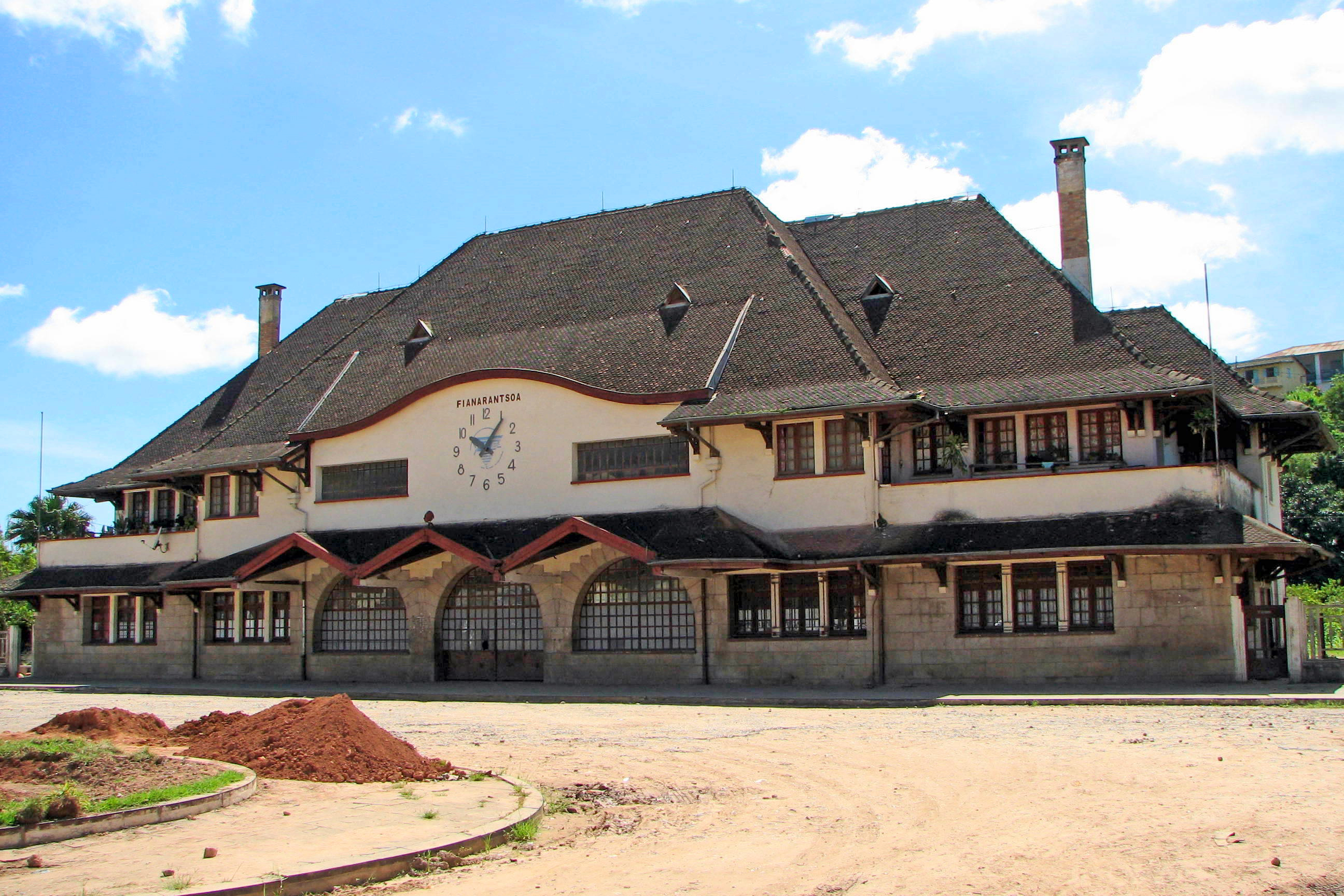
Station Fianarantsoa

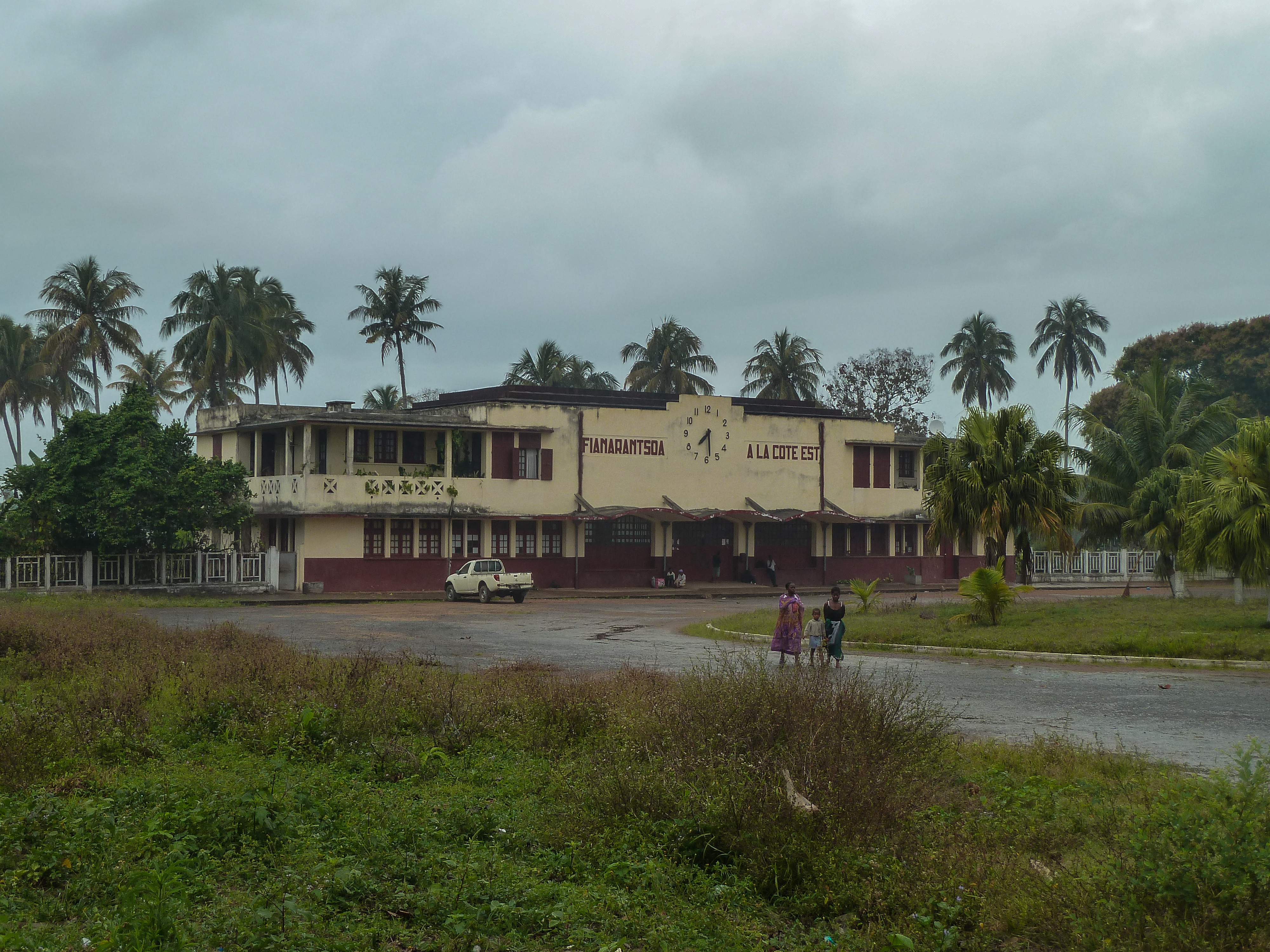
Station Manakara

De spoorlijn Fianarantsoa-Côte Est (FCE) is een spoorlijn in het zuidoosten van Madagaskar. De spoorlijn verbindt de op het hoge bergplateau gelegen stad Fianarantsoa met de havenstad Manakara. Het is een meterspoor en de enige van de vier spoorlijnen van Madagaskar die niet met het hoofdnetwerk verbonden is. De trein wordt vooral voor passagiersvervoer gebruikt. De spoorlijn heeft een lengte van 162,8 kilometer, telt 17 stations, 65 bruggen en 48 tunnels. Het spoor loopt ook dwars door de landingsbaan van de luchthaven Manakara.

## Geschiedenis
De lijn werd aangelegd onder leiding van de Franse koloniale overheid tussen 1926 en 1936, waarbij gebruikgemaakt werd van dwangarbeiders uit het Malagassische overheidsprogramma S.M.O.T.I.G. (Service de la Main-d'Œuvre des Travaux Publics d'Intérêt Général). De SMOTIG startte op 1 juni 1927 met 500 jonge Malagassiërs, hetgeen langzamerhand opliep tot 8300 dwangarbeiders. De Fransen gebruikten voor de aanleg spoorrails en dwarsliggers die uit het vroegere Duitse Elzas-Lotharingen waren gehaald als herstelbetalingen voor de Eerste Wereldoorlog. Veel spoorrails dragen nog steeds het oorspronkelijke bouwjaar, waarbij de oudste rails uit 1893 stammen. In tegenstelling tot wat de naam wellicht doet vermoeden werd de lijn aangelegd vanuit Manakara in plaats van vanuit Fianarantsoa. Het eerste stuk van Manakara via Sahasinaka en Mahabako naar Manampatrana kwam gereed op 24 juli 1934. Op 1 juli 1935 was het spoor gevorderd tot Tolongoina en op 1 april 1936 werd de lijn voltooid tot Fianarantsoa. Oorspronkelijk werd overwogen de lijn te elektrificeren, maar vanwege de kosten en de economische crisis werd uiteindelijk daarvan afgezien.
In 2000 werd het gebied rond de spoorlijn getroffen door een aantal op elkaar volgende tropische cyclonen waardoor 280 aardverschuivingen en 4 grote uitwassingen ontstonden die de spoorlijn enkele maanden blokkeerden alvorens een herstelprogramma werd opgezet met hulp van onder andere USAID en de Zwitserse spoorwegen. Uit een onderzoek door de organisatie Project d'Appui à la Gestion de l'Environnement (PAGE) dat jaar bleek dat het operationeel houden van de spoorlijn helpt bij het voorkomen van ontbossing in het gebied. Uit interviews met dorpelingen tijdens de tijdelijke stillegging van de spoorlijn bleek namelijk dat zij vonden dat ze geen andere keuze hadden dan hun boomgewassen (zoals koffie en lychee) te kappen en te vervangen door rijst en cassave (die de bodem sneller uitputten, waardoor nog meer kap noodzakelijk is) omdat ze deze producten niet meer naar de markt konden vervoeren. De aardverschuivingen waren overigens deels veroorzaakt door de kap van bossen, waardoor de bodem niet langer vastgehouden werd. Door de aanplant van vetivergras op de kaalgeslagen hellingen hoopt men in de toekomst hier minder kwetsbaar voor te zijn.
De spoorlijn blijft kwetsbaar door de oude spoorrails, het oude materieel en de gevoeligheid voor nieuwe aardverschuivingen als gevolg voor cyclonen.
De Zwitserse spoorwegmaatschappij NStCM verkocht in 1999 wagons aan de spoorlijndirectie en de Zwitserse spoorwegmaatschappij LEB in 2001 en 2004. Daarnaast bezit de spoorlijn een van de laatste Michelines uit de jaren 1930, die in een loods in Fianantsoroa staat en kan worden gehuurd voor toeristische trips over het spoor tot enkele stations voorbij Fianarantsoa.

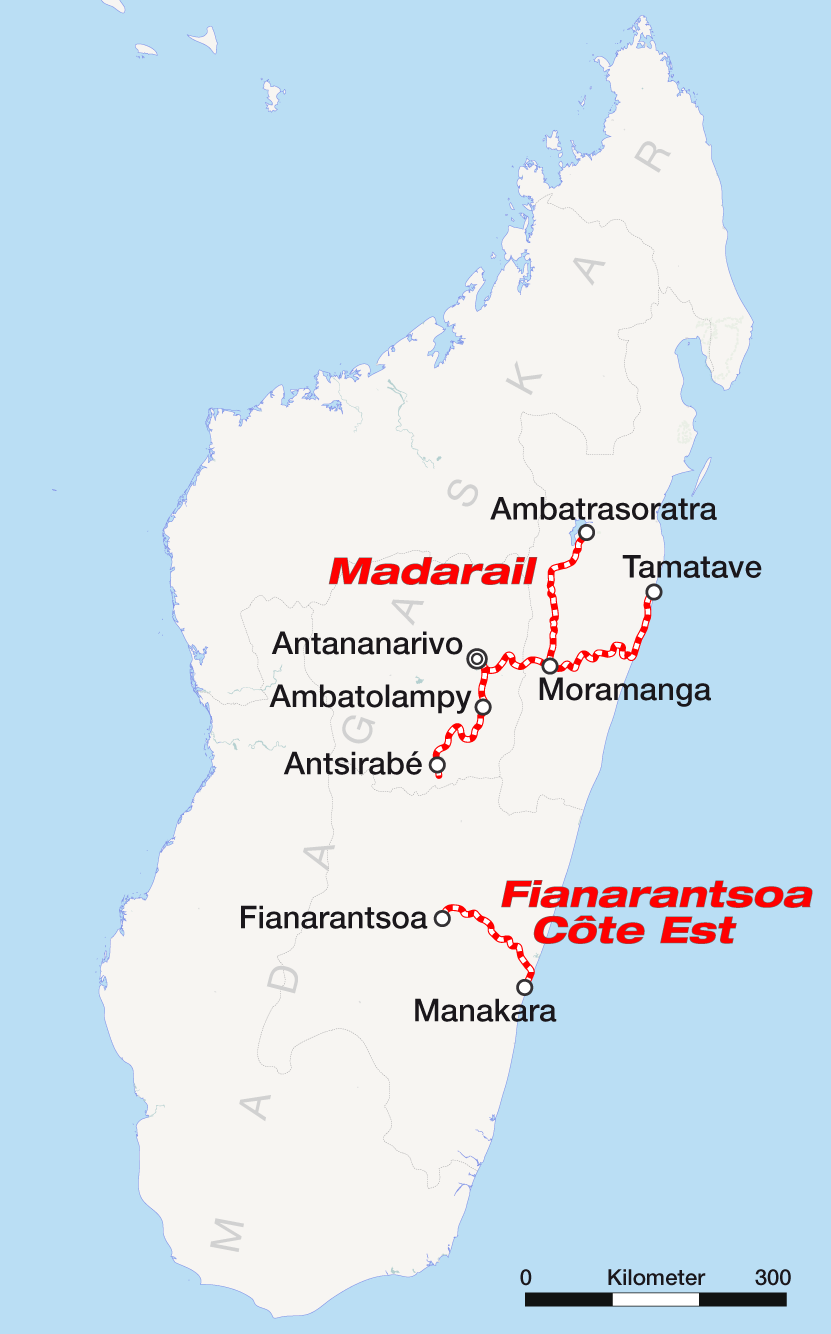
Spoorwegkaart Madagaskar met de FCE in het zuidoosten
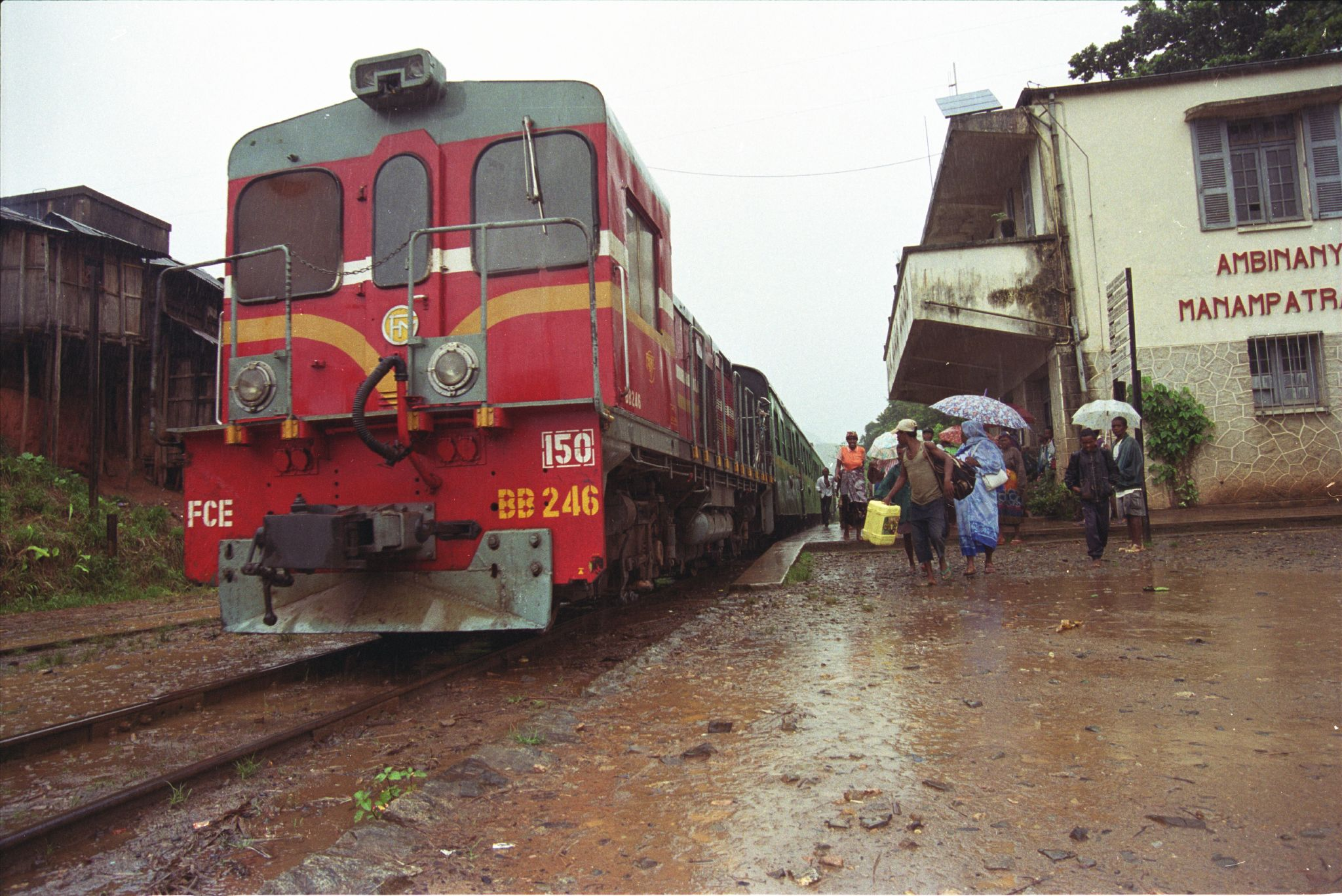
FCE-trein in Manampatrana
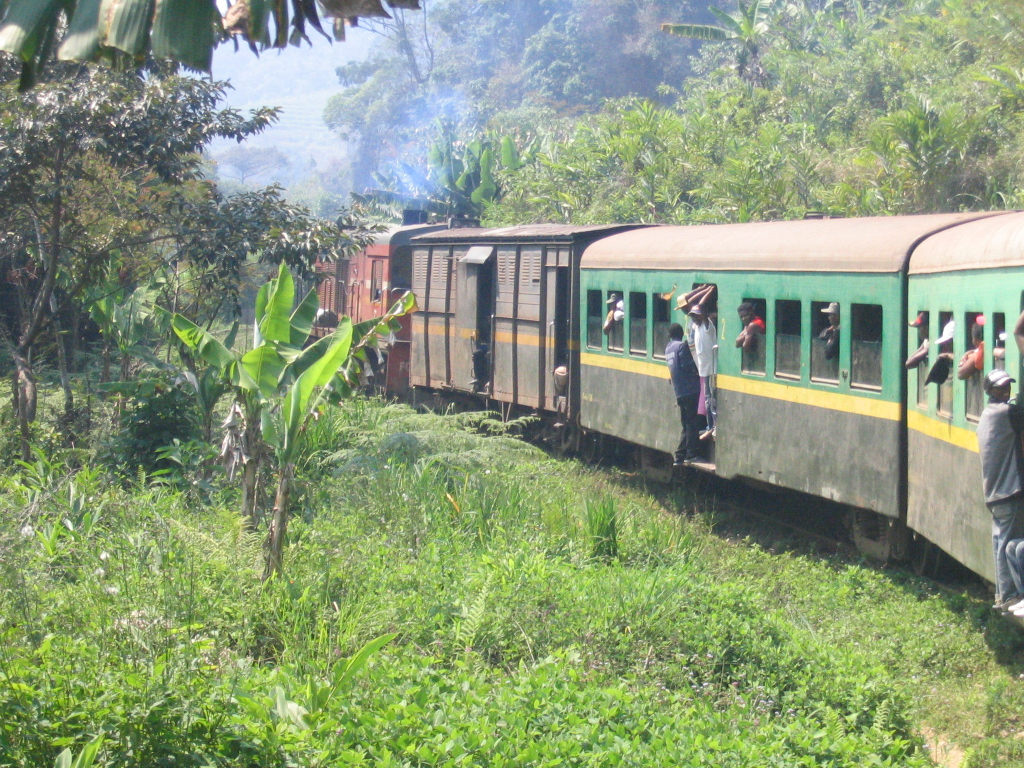
Gezicht op de trein tijdens een rit op de spoorlijn
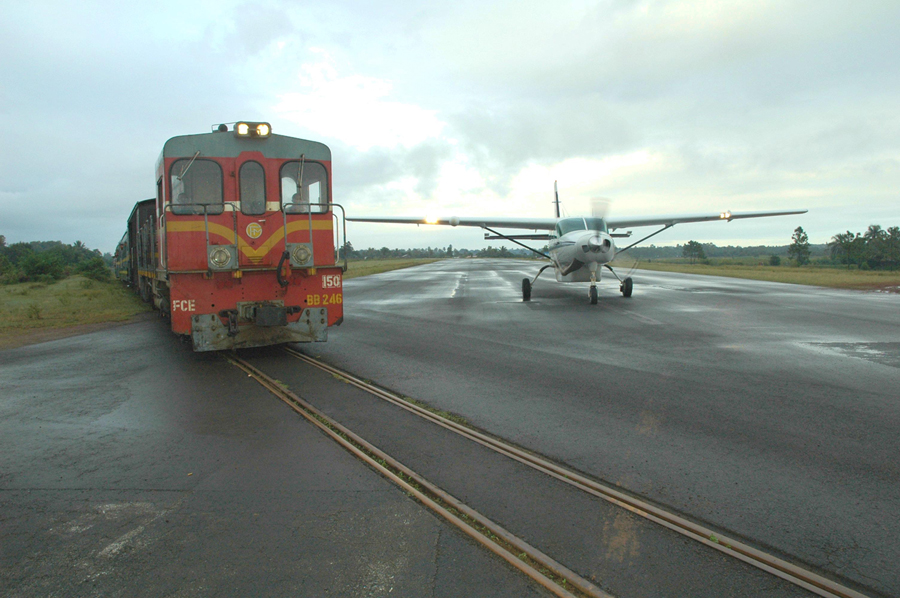
De trein op de landingsbaan van de luchthaven Manakara
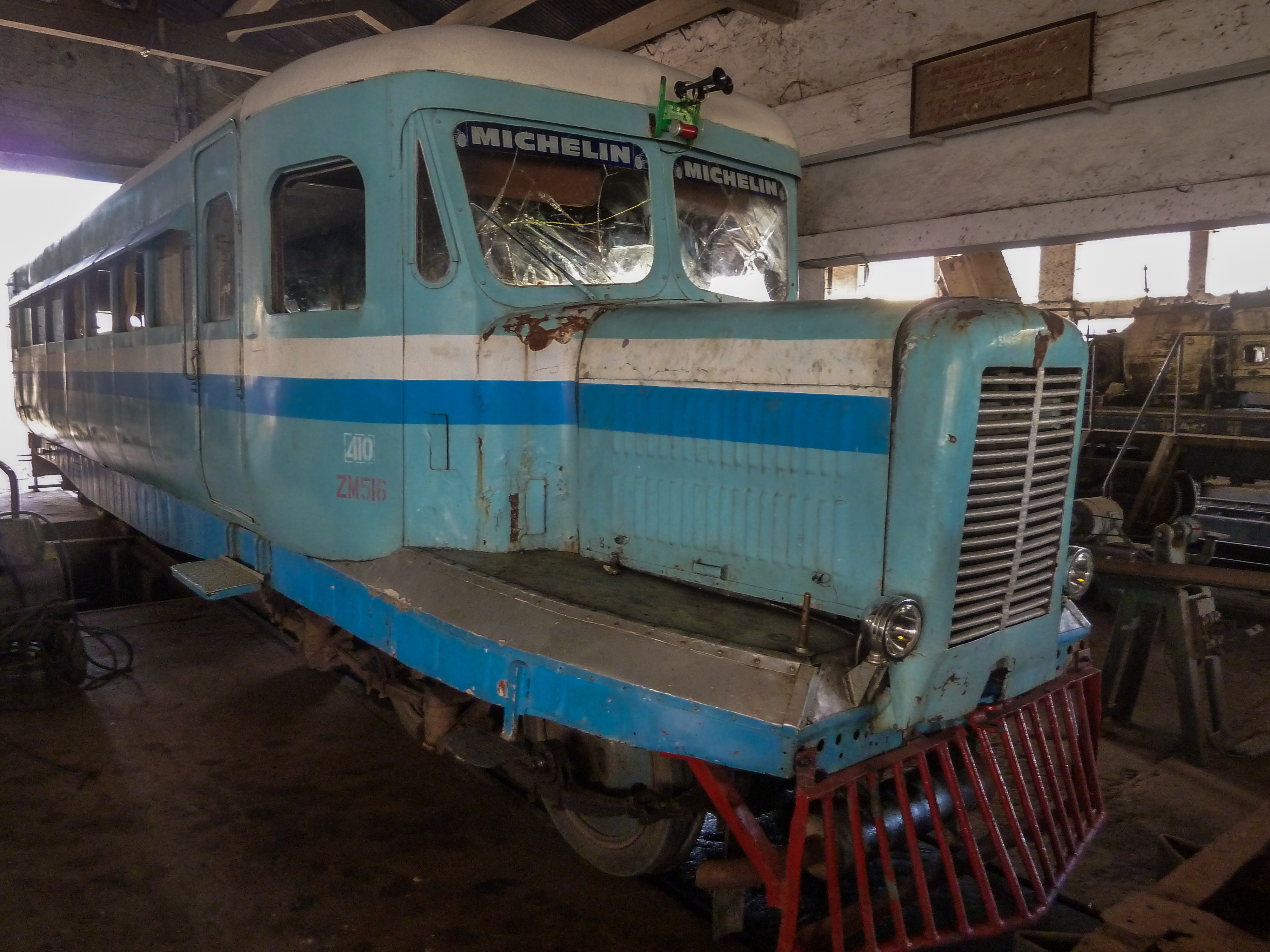
Micheline in een loods in Fianantsoroa

## Stations
De lijn telt 18 stations:
| Station      | Meters boven zeeniveau | km vanaf Fianarantsoa |
| ------------ | ---------------------- | --------------------- |
| Fianarantsoa | 1100                   | 0                     |
| Vohimasina   | 1018                   | 9                     |
| Sahambavy    | 1079                   | 21                    |
| Ampitambe    | 1064                   | 28                    |
| Ranomena     | 1061                   | 38                    |
| Andrambovato | 878                    | 45                    |
| Madiorano    | 609                    | 54                    |
| Tolongoina   | 380                    | 62                    |
| Amboanjobe   | 356                    | 72                    |
| Manampatrana | 206                    | 79                    |
| Ionilahy     | 211                    | 88                    |
| Mahabako     | 195                    | 99                    |
| Fenomby      | 190                    | 107                   |
| Sahasinaka   | 23                     | 116                   |
| Antsaka      | 39                     | 128                   |
| Mizilo       | 26                     | 137                   |
| Ambila       | 12                     | 146                   |
| Manakara     | 4                      | 163                   |